# Monbéqui
Monbéqui település Franciaországban, Tarn-et-Garonne megyében. Lakosainak száma 656 fő (2022. január 1.). Monbéqui Bessens, Finhan, Mas-Grenier, Montbartier és Verdun-sur-Garonne községekkel határos.

## Népesség
A település népességének változása:
| Lakosok száma | 607  | 625  | 641  | 634  | 638  | 645  | 647  | 652  | 656  |
|               | 2013 | 2015 | 2016 | 2017 | 2018 | 2019 | 2020 | 2021 | 2022 |

## Műemlékek

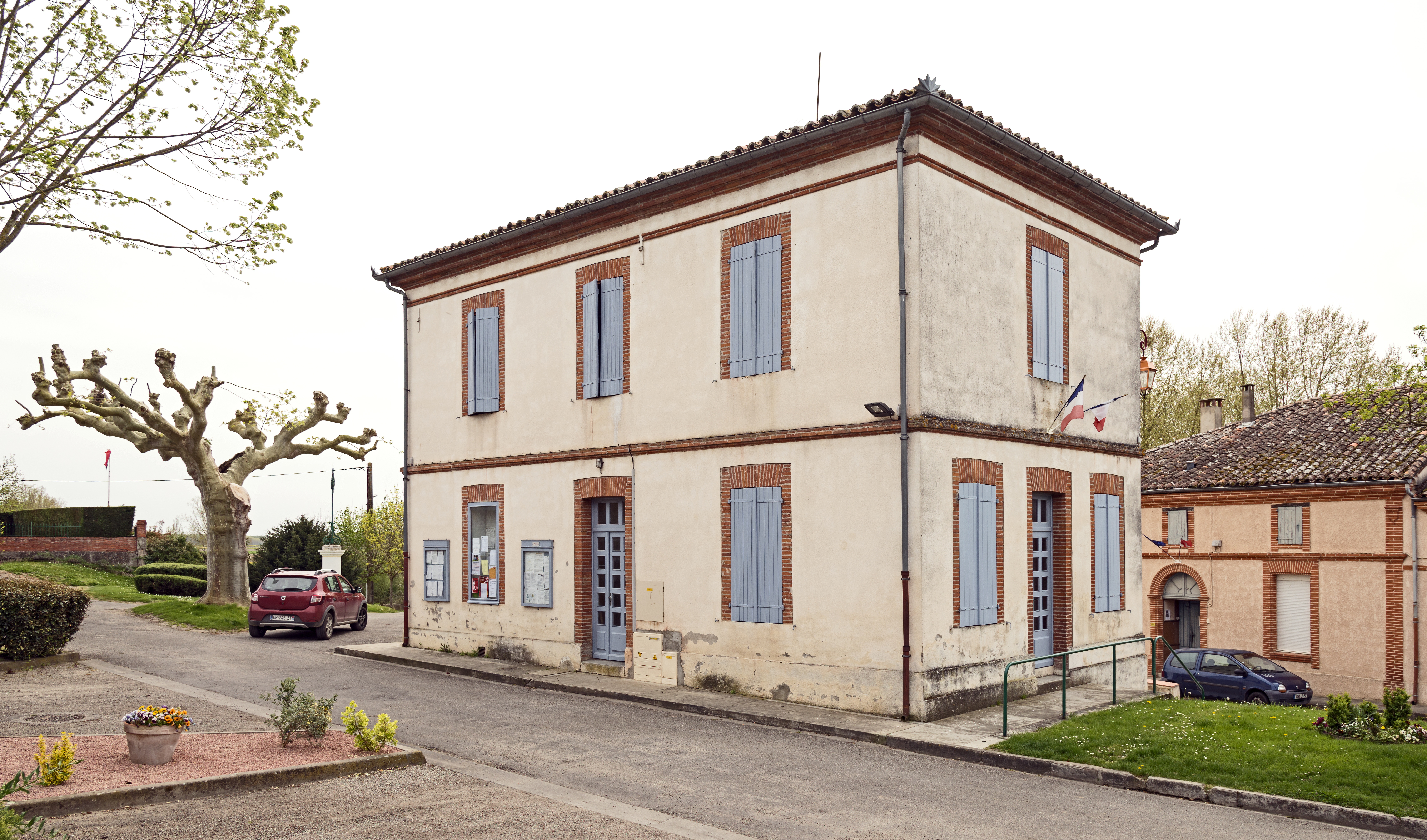
A városháza
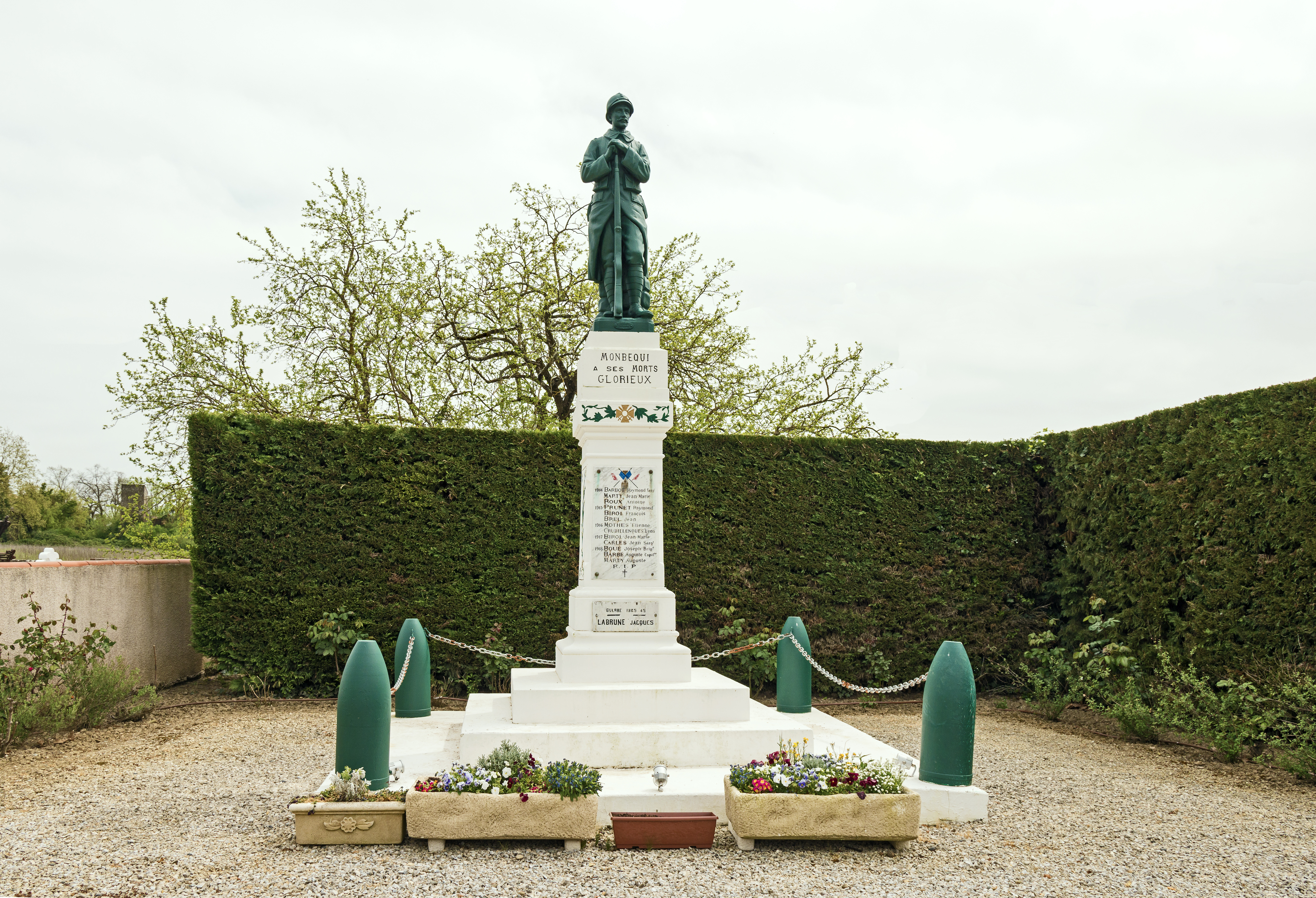
Világháborús emlékmű
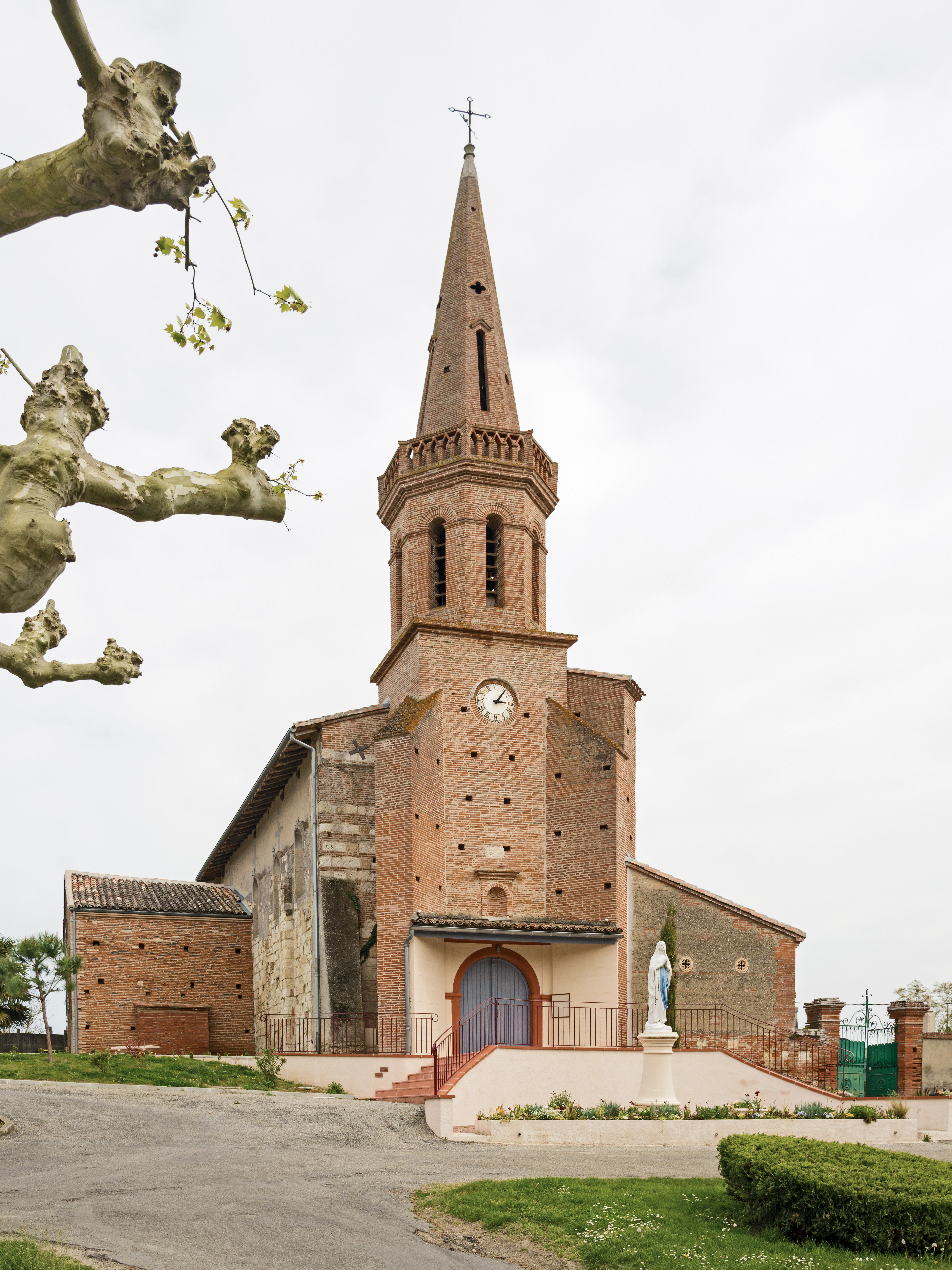
A templom